# Hamad bin Abd Allah Al Sharqi
Hamad bin Abd Allah Al Sharqi (... – 1936), è stato emiro di Fujaira dal 1876 al 1938. Guidò la sua gente in una serie di insurrezioni contro il dominio degli al-Qasimi, presiedendo a un periodo turbolento in cui l'emirato era di fatto indipendente ma gli era negato il riconoscimento dello status di Stato della Tregua a sé stante da parte degli inglesi.

## Insurrezione
Hamad era capo della città di Fujaira quando nella primavera del 1879 guidò un'insurrezione contro lo sceicco di Sharja Saqr II bin Khalid al-Qasimi, che rivendicava la sovranità sulla costa del golfo di Oman, conosciuta come Shamaliyah, e aveva collocato uno schiavo di nome Sarur come responsabile di Fujaira. A questa seguì un lungo periodo di contrasti per la sovranità su quelle terre costiere tra gli al-Qasimi di Sharja e Ras al-Khaima e il sultano di Mascate.
L'insurrezione rimosse Sarur e una delegazione venne inviata allo sceicco Saqr. I suoi membri furono però ricevuti malamente e imprigionati. Venne quindi inviata una forza militare contro gli insurrezionalisti che presero il forte di Fujaira e costrinsero Hamad bin Abd Allah all'esilio. Alla fine di quell'anno, o forse all'inizio del 1880, Hamad tornò per guidare una nuova rivolta per proclamare l'indipendenza di Fujaira. Riuscì a conquistare il forte. Otto uomini tra i difensori rimasero uccisi.
Fu posto di fronte al sovrano di Ras al-Khaima, che avrebbe dovuto fungere da arbitro, un accordo di pace. Nel 1881, Hamad bin Abd Allah firmò un documento che lo confermava come un dipendente di Sharja. All'epoca, il punto di vista britannico era che la "completa indipendenza di Fujaira non doveva essere promossa". Tuttavia, Hamad fu un argomento problematico e giocò a mettere i monarchi di Sharja e Ras al-Khaima l'uno contro l'altro, oltre a coinvolgere il sultano di Mascate ovunque egli potesse.

## Forte di Al Bithnah
Nel 1884 conquistò il forte di Al Bithnah, una risorsa strategicamente importante che custodiva lo uadi Ham, la via principale verso l'interno di Shamaliyah.
Il controllo di Al Bithnah fu essenziale per Hamad bin Abd Allah quando, nel 1901, rifiutò ancora una volta la sovranità di Sharja e usò il forte per rifiutare gli aiuti al capo di Kalba, che era imparentato con lo sceicco Saqr.
Come in tante occasioni nella storia degli Stati della Tregua, la disputa divampò e ciascuna parte radunò i suoi sostenitori. Nel mese di aprile del 1902, Saqr aveva raccolto una forza di 250 beduini su cavalcatura per attaccare Fujaira, mentre Hamad bin Abd Allah inviò una petizione a Dubai e Ajman, così come al sultano di Mascate per richiedere il loro aiuto. Gli inglesi presero il sopravvento sull'imminente conflitto e intervennero avvertendo Mascate e Dubai di restarne fuori. Nel tentativo di mediare la controversia a Sharja, l'agente della residenza britannica trovò Saqr che protestava per il non poter controllare i suoi beduini e Hamad bin Abd Allah che si rifiutava di riconoscere un passaggio sicuro a Sharja come legittimo. A novembre, pentendosi del suo atteggiamento conciliante, Saqr fece uccidere due uomini di Fujaira diretti ad Ajman.
Il mese successivo, l'agente politico britannico in Bahrein, Gaskin, si recò con la RIMS Lawrence a Sharja e poi a Fujaira, tenendo due giorni di negoziati tra le parti in guerra. La situazione sulla terraferma era sempre più minacciosa, entrambe le parti non erano disposte a trattare e gli inglesi abbondarono il tentativo. Lasciarono così alla parti in causa il trovare una soluzione con la sola riserva che non infrangessero la pace marittima.
Dichiarando la sua indipendenza nel 1901, Hamad godette del riconoscimento di questo status da parte di tutti gli interessati, con la sola eccezione degli inglesi.
Nel 1903, gli inglesi ancora una volta decisero di non riconoscere Fujaira ma di considerarla una dipendenza di Sharja. Nonostante un intervento di Saqr contro Al Bithnah all'inizio dell'anno e un'esortazione alla pace fatta da George Curzon durante il suo durbar del 1903, Fujaira rimase una dipendenza nominale e nel 1906 fu rivendicata come propria dipendenza da Abu Dhabi, senza l'opposizione di Sharja.

## Guerra con Kalba e Khor Fakkan
Nel 1926, le tese relazioni tra Fujaira e le dipendenze di Sharja di Kalba e Khor Fakkan degenerarono in una guerra aperta nonostante Hamad bin Abd Allah avesse sposato la figlia del wali degli al-Qasimi di entrambe le città. I combattimenti aperti continuarono per i successivi tre anni e scoppiarono di nuovo nel 1927.
Hamad bin Abd Allah morì all'inizio degli anni '30, o più probabilmente nel 1936, e gli succedette suo figlio Saif.